# Études sur Buffy
Les Études sur Buffy, ou Buffy Studies font partie du domaine universitaire des Cultural Studies. Leur objet est l'étude de la série télévisée Buffy contre les vampires et, dans une moindre mesure, celle d'Angel. Neda Ulaby, de la National Public Radio, décrit Buffy comme ayant un « suivi particulier parmi les universitaires, certains ayant même contribué dans ce qu'ils appellent des Buffy Studies ». Bien que n'étant pas partout reconnu comme une discipline à part entière, le terme de Buffy Studies est utilisé de manière courante parmi les rapports de recherche universitaires liées à Buffy.

## Développement en tant que discipline académique
Les débuts de Buffy, de 1997 à 2003, ont abouti à la publication de livres et de centaines d'articles qui examinent les thèmes de la série selon un très grand nombre de points de vue incluant la sociologie, la psychologie, la philosophie et les women's studies. Depuis janvier 2001, Slayage : The Online Journal of Buffy Studies a publié tous les trimestres des articles sur le sujet. Fighting the Forces : What's at Stake in Buffy the Vampire Slayer a été publié en 2002 et a été suivi de beaucoup d'autres livres sur Buffy écrits par des universitaires. Il y a aussi eu des conférences internationales sur le sujet. Des cours universitaires du monde entier étudient la série et les lycées d'Australie et de Nouvelle-Zélande proposent aussi des cours sur Buffy. La matière peut être prise au sein de la maîtrise de Films et émissions de télé culte à la Brunel University de Londres.

## Réactions et critiques
Le créateur de Buffy, Joss Whedon, apprécie la manière dont les universitaires s'emparent de ses séries :

« Je pense que c'est une très bonne chose que les universitaires s'intéressent à la série. Je pense qu'il est toujours important que des chercheurs étudient la culture populaire, même si leur sujet d'étude est inepte. Si cela a du succès, ou si cela marque une culture, alors c'est digne d'être étudié, pour en connaître les raisons. D'un autre côté, j'espère que Buffy n'est pas quelque chose de stupide. Nous réfléchissons beaucoup à ce que nous essayons d'exprimer émotionnellement, politiquement et même philosophiquement, quand nous l'écrivons. C'est, au-delà d'un phénomène de culture populaire, quelque chose qui est construit profondément, d'épisode en épisode. »

Toutes les réactions sont loin d'être aussi enthousiastes. Jes Battis, l'auteur de Blood Relations: Chosen Families in Buffy the Vampire Slayer and Angel, admet que les études sur Buffy « provoquent une réaction difficile, mélangeant l'enthousiasme et la colère » et « rencontrent un certain dédain au sein des universités ».

## Principaux auteurs

### Rhonda Wilcox
Rhonda Wilcox est professeure d'anglais au Gordon College. Elle est rédactrice en chef de Studies in Popular Culture et corédactrice de Slayage, journaux spécialisés respectivement dans les travaux universitaires sur la culture populaire et Buffy. Elle est l'auteure de Fighting the Forces: What's at Stake in Buffy the Vampire Slayer et Why Buffy Matters: The Art Of Buffy the Vampire Slayer.

### Lorna Jowett
Lorna Jowett enseigne la culture américaine et l'étude des médias à l'université de Northampton, en Angleterre. Son champ de recherche est l'identité de genre à travers la science-fiction. Elle fait partie du comité de lecture de Slayage et est l'auteure du livre Sex and the Slayer: A Gender Studies Primer for the Buffy Fan, dans lequel elle analyse les différentes identités de genre des personnages de Buffy.

## Principaux ouvrages

### Littérature francophone
- Sandra Laugier, Sylvie Allouche & alii, Philoséries : Buffy – Tueuse de vampires, Paris, Bragelonne, 2014, 320 p. (ISBN 978-2-35294-763-9)
- Vanessa Bertho, Introduction à une nouvelle ère de la série télévisée : Buffy contre les vampires, incarnation du pouvoir féminin ?, Paris, Nouveau Monde éditions, 2009, 12 p. (ISBN 978-2-84736-455-2)
- Isabelle-Rachel Casta dir., "Buffy, toutes les fables de ta vie", Revue Pardaillan n8, édition La Taupe médite, Luce Roudier ed;, automne 2020, 163 pages  (ISBN 9791097391102)

### Littérature anglophone
- (en) Auteurs divers, Fighting the Forces : What's at Stake in Buffy the Vampire Slayer, Rowman & Littlefield, 2002, 320 p. (ISBN 0-7425-1681-4)
- (en) Auteurs divers, Buffy the Vampire Slayer and Philosophy : Fear and Trembling in Sunnydale, Open Court Publishing Company, 2003, 288 p. (ISBN 0-8126-9531-3)
- (en) Candace Havens, Joss Whedon : The Genius Behind Buffy, BenBella Books, 2003, 208 p. (ISBN 1-932100-00-8, lire en ligne)
- (en) Sue Turnbull et Vyvyan Stranieri, Bite Me : Narrative Structures and Buffy the Vampire Slayer, Australian Centre for the Moving Image, 2003, 80 p. (ISBN 1-920805-00-1)
- (en) Michael Adams, Slayer Slang : A Buffy the Vampire Slayer Lexicon, Oxford University Press, 2003, 320 p. (ISBN 0-19-516033-9)
- (en) Auteurs divers, Seven Seasons of Buffy, BenBella Books, 2003, 240 p. (ISBN 1-932100-08-3)
- (en) Nikki Stafford, Once Bitten : An Unofficial Guide to the World of Angel, ECW Press, 2004, 438 p. (ISBN 1-55022-540-5)
- (en) Auteurs divers, Reading the Vampire Slayer, Tauris Parke Paperbacks, 2004, 288 p. (ISBN 1-86064-984-X)
- (en) Jana Riess, What Would Buffy Do? : The Vampire Slayer as Spiritual Guide, Jossey-Bass, 2004, 208 p. (ISBN 0-7879-6922-2)
- (en) Gregory Stevenson, Televised Morality : The Case of Buffy the Vampire Slayer, Hamilton Books, 2004, 316 p. (ISBN 0-7618-2833-8)
- (en) Auteurs divers, Five Seasons of Angel, BenBella Books, 2004, 240 p. (ISBN 1-932100-33-4)
- (en) Lorna Jowett, Sex and the Slayer : A Gender Studies Primer for the Buffy Fan, Wesleyan University Press, 2005, 241 p. (ISBN 0-8195-6758-2, lire en ligne)
- (en) Jes Battis, Blood Relations : Chosen Families in Buffy the Vampire Slayer and Angel, McFarland & Company, 2005, 200 p. (ISBN 0-7864-8306-7, lire en ligne)
- (en) Auteurs divers, Reading Angel : The TV Spin-off With a Soul, Londres, I. B. Tauris, 2005, 256 p. (ISBN 1-85043-839-0)
- (en) Rhonda Wilcox, Why Buffy Matters : The Art of Buffy the Vampire Slayer, I.B. Tauris, 2005, 256 p. (ISBN 1-84511-029-3)
- (en) Anne Billson, Buffy the Vampire Slayer, Londres, British Film Institute, 2005, 154 p. (ISBN 1-84457-089-4)
- (en) Matthew Pateman, The Aesthetics of Culture in Buffy the Vampire Slayer, McFarland & Company, 2006, 288 p. (ISBN 0-7864-2249-1, lire en ligne)
- (en) Nikki Stafford, Bite Me! : The Unofficial Guide to Buffy the Vampire Slayer, ECW Press, 2007, 398 p. (ISBN 978-1-55022-807-6 et 1-55022-807-2)
- (en) J. Michael Richardson et J. Douglas Rabb, The Existential Joss Whedon : Evil and Human Freedom in Buffy the Vampire Slayer, Angel, Firefly and Serenity, McFarland & Company, 2007, 198 p. (ISBN 978-0-7864-5530-0 et 0-7864-5530-6, lire en ligne)
- (en) Auteurs divers, The Truth of Buffy : Essays on Fiction Illuminating Reality, McFarland & Company, 2007, 242 p. (ISBN 978-0-7864-5167-8 et 0-7864-5167-X, lire en ligne)
- (en) Auteurs divers, Undead TV : Essays on Buffy the Vampire Slayer, Duke University Press, 2007, 217 p. (ISBN 978-0-8223-9015-2 et 0-8223-9015-9, lire en ligne)
- (en) Dale Koontz, Faith and Choice in the Works of Joss Whedon, McFarland & Company, 2008, 231 p. (ISBN 978-0-7864-5523-2 et 0-7864-5523-3, lire en ligne)
- (en) Auteurs divers, Buffy Goes Dark : Essays on the Final Two Seasons of Buffy the Vampire Slayer, McFarland & Company, 2009, 226 p. (ISBN 978-0-7864-5249-1 et 0-7864-5249-8, lire en ligne)
- (en) Auteurs divers, Buffy and Angel Conquer the Internet : Essays on Online Fandom, McFarland & Company, 2009, 212 p. (ISBN 978-0-7864-5320-7 et 0-7864-5320-6, lire en ligne)
- (en) Auteurs divers, Buffy Meets the Academy : Essays on the Episodes and Scripts as Text, McFarland & Company, 2009, 224 p. (ISBN 978-0-7864-5374-0 et 0-7864-5374-5, lire en ligne)
- (en) Auteurs divers, Sexual Rhetoric in the Works of Joss Whedon : New Essays, McFarland & Company, 2010, 272 p. (ISBN 978-0-7864-5691-8 et 0-7864-5691-4, lire en ligne)
- (en) Auteurs divers, The Literary Angel : Essays on Influences and Traditions Reflected in the Joss Whedon Series, McFarland & Company, 2010, 254 p. (ISBN 978-0-7864-5771-7 et 0-7864-5771-6, lire en ligne)
- (en) Auteurs divers, Music, Sound and Silence in Buffy the Vampire Slayer, Ashgate Publishing, 2010, 281 p. (ISBN 978-0-7546-6042-2 et 0-7546-6042-7, lire en ligne)
- (en) Auteurs divers, Buffy in the Classroom : Essays on Teaching with the Vampire Slayer, McFarland & Company, 2010, 221 p. (ISBN 978-0-7864-6214-8 et 0-7864-6214-0, lire en ligne)
- (en) Auteurs divers, Buffy, Ballads, and Bad Guys Who Sing : Music in the Worlds of Joss Whedon, Scarecrow Press, 2011, 308 p. (ISBN 978-0-8108-7765-8 et 0-8108-7765-1, lire en ligne)